# Per Ciljan Skjelbred
Per Ciljan Skjelbred (Trondheim, Noruega, 16 de junio de 1987) es un futbolista noruego. Juega de centrocampista y su equipo es el Ranheim IL de la Primera División de Noruega.
Fue internacional absoluto con la selección de Noruega desde 2007 hasta 2016, disputó 43 encuentros y además fue su capitán.

## Trayectoria

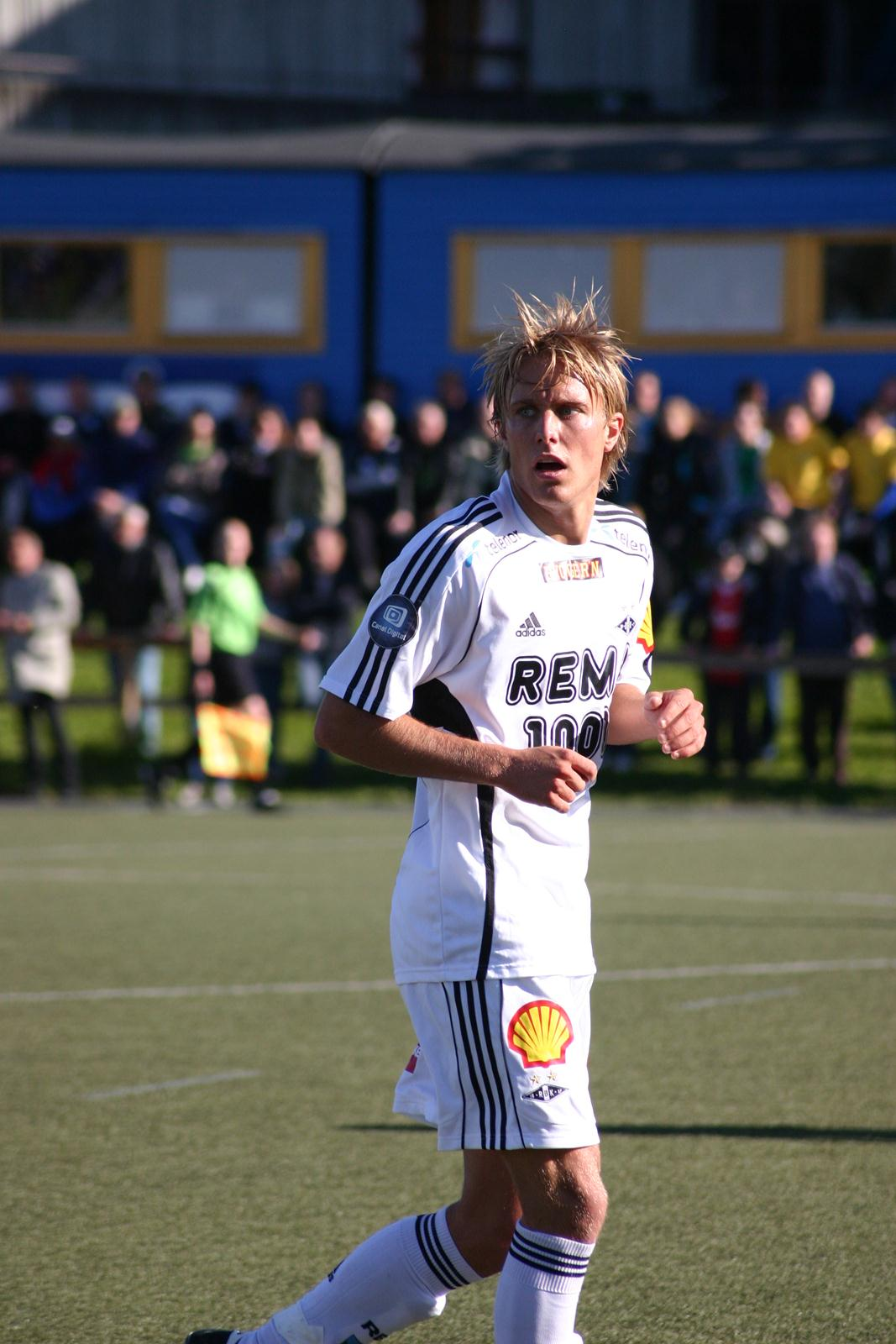
Skjelbred jugando con el Rosenborg Ballklub.

Skjelbred comenzó su carrera en el Trygg/Lade, un club local. Participó en un programa noruego de talentos del fútbol llamado Proffdrømmen. Finalmente ganó la competición, y se le concedió como premio entrenar una semana con el Liverpool. El mismo club le ofreció un contrato con el fin de incluirlo en su equipo juvenil, pero Skjelbred rechazó la oferta. Tras esto, se dirigió al Rosenborg Ballklub, donde causó una buena impresión.
Tras ocho temporadas en el Rosenborg, firmó por el Hamburgo el 6 de julio de 2011. Debutó oficialmente el 13 de agosto de 2011, en un encuentro de la Bundesliga contra el Hertha BSC. Tras jugar solo 268 minutos en la primera división alemana hasta noviembre de 2011, la revista alemana Kicker declaró que la transferencia del noruego al club alemán fue un «error». Al año siguiente, y el mismo mes, el jugador pasó a la lista de jugadores transferibles para el mercado de fichajes de 2013.
El 2 de septiembre de 2013 llegó al Hertha Berlín cedido hasta final temporada. Tras volver al Hamburgo una vez finalizado el préstamo, el 1 de septiembre de 2014 regresó al conjunto berlinés y firmó un contrato hasta 2017.
El 13 de febrero de 2020 se hizo oficial su vuelta al Rosenborg una vez finalizara su contrato con el Hertha Berlín en el mes de junio de ese mismo año. Esta segunda etapa terminó al final del año 2023 y en 2024 se unió al Ranheim IL.

## Estadísticas
Estadísticas actualizadas al 16 de junio de 2024.
| Club                      | Div.          | Temporada     | Liga  | Liga  | Copas nacionales | Copas nacionales | Copas internacionales | Copas internacionales | Total | Total |
| Club                      | Div.          | Temporada     | Part. | Goles | Part.            | Goles            | Part.                 | Goles                 | Part. | Goles |
| ------------------------- | ------------- | ------------- | ----- | ----- | ---------------- | ---------------- | --------------------- | --------------------- | ----- | ----- |
| Rosenborg BK · Noruega    | 1.ª           | 2004          | 2     | 0     | 2                | 0                | −                     | −                     | 4     | 0     |
| Rosenborg BK · Noruega    | 1.ª           | 2005          | 13    | 3     | 3                | 1                | 5                     | 1                     | 21    | 5     |
| Rosenborg BK · Noruega    | 1.ª           | 2006          | 20    | 0     | 5                | 2                | −                     | −                     | 25    | 2     |
| Rosenborg BK · Noruega    | 1.ª           | 2007          | 25    | 2     | 4                | 0                | 8                     | 0                     | 37    | 2     |
| Rosenborg BK · Noruega    | 1.ª           | 2008          | 25    | 1     | 2                | 1                | 12                    | 3                     | 39    | 5     |
| Rosenborg BK · Noruega    | 1.ª           | 2009          | 27    | 1     | 4                | 0                | 4                     | 0                     | 35    | 1     |
| Rosenborg BK · Noruega    | 1.ª           | 2010          | 29    | 1     | 5                | 2                | 11                    | 0                     | 45    | 3     |
| Rosenborg BK · Noruega    | 1.ª           | 2011          | 15    | 1     | 3                | 2                | 3                     | 1                     | 21    | 4     |
| Hamburgo S. V. · Alemania | 1.ª           | 2011-12       | 8     | 0     | 1                | 0                | −                     | −                     | 9     | 0     |
| Hamburgo S. V. · Alemania | 1.ª           | 2012-13       | 18    | 0     | 1                | 0                | −                     | −                     | 19    | 0     |
| Hamburgo S. V. · Alemania | Total club    | Total club    | 26    | 0     | 2                | 0                | 0                     | 0                     | 28    | 0     |
| Hertha Berlín · Alemania  | 1.ª           | 2013-14       | 28    | 2     | 0                | 0                | −                     | −                     | 28    | 2     |
| Hertha Berlín · Alemania  | 1.ª           | 2014-15       | 26    | 0     | 0                | 0                | −                     | −                     | 26    | 0     |
| Hertha Berlín · Alemania  | 1.ª           | 2015-16       | 31    | 0     | 5                | 0                | −                     | −                     | 36    | 0     |
| Hertha Berlín · Alemania  | 1.ª           | 2016-17       | 26    | 0     | 3                | 0                | 2                     | 0                     | 31    | 0     |
| Hertha Berlín · Alemania  | 1.ª           | 2017-18       | 28    | 0     | 2                | 0                | 3                     | 0                     | 33    | 0     |
| Hertha Berlín · Alemania  | 1.ª           | 2018-19       | 16    | 0     | 1                | 0                | −                     | −                     | 17    | 0     |
| Hertha Berlín · Alemania  | 1.ª           | 2019-20       | 24    | 0     | 1                | 0                | −                     | −                     | 25    | 0     |
| Hertha Berlín · Alemania  | Total club    | Total club    | 179   | 2     | 12               | 0                | 5                     | 0                     | 196   | 2     |
| Rosenborg BK · Noruega    | 1.ª           | 2020          | 15    | 1     | −                | −                | 3                     | 0                     | 18    | 1     |
| Rosenborg BK · Noruega    | 1.ª           | 2021          | 17    | 1     | 1                | 0                | 0                     | 0                     | 18    | 1     |
| Rosenborg BK · Noruega    | 1.ª           | 2022          | 19    | 0     | 1                | 0                | −                     | −                     | 20    | 0     |
| Rosenborg BK · Noruega    | 1.ª           | 2023          | 17    | 0     | 1                | 0                | 3                     | 0                     | 21    | 0     |
| Rosenborg BK · Noruega    | Total club    | Total club    | 224   | 11    | 31               | 8                | 49                    | 5                     | 304   | 24    |
| Ranheim IL · Noruega      | 2.ª           | 2024          | 12    | 0     | 0                | 0                | −                     | −                     | 12    | 0     |
| Ranheim IL · Noruega      | Total club    | Total club    | 12    | 0     | 0                | 0                | 0                     | 0                     | 12    | 0     |
| Total carrera             | Total carrera | Total carrera | 441   | 13    | 45               | 8                | 54                    | 5                     | 540   | 26    |
| 1. 2.                     |               |               |       |       |                  |                  |                       |                       |       |       |

## Palmarés

### Títulos nacionales
| Título               | Club            | País    | Año  |
| -------------------- | --------------- | ------- | ---- |
| Tippeligaen          | Rosenborg B. K. | Noruega | 2006 |
| Tippeligaen          | Rosenborg B. K. | Noruega | 2009 |
| Supercopa de Noruega | Rosenborg B. K. | Noruega | 2010 |
| Tippeligaen          | Rosenborg B. K. | Noruega | 2010 |